# Young Ones (Film)
Young Ones ist ein Action-Science-Fiction-Film aus dem Jahr 2014 unter Regie von Jake Paltrow, der auch das Drehbuch schrieb. In den Hauptrollen sind Nicholas Hoult, Elle Fanning, Michael Shannon und Kodi Smit-McPhee zu sehen. Seine Weltpremiere erlebte der Film auf dem 2014er Sundance Film Festival am 18. Januar 2014. Nach Erstaufführungen im deutschsprachigen Raum auf Filmfestivals (Filmfest München, Neuchâtel International Fantastic Film Festival) im Juni 2014 wurde der Film deutschlandweit am 28. November 2014 auf DVD/Bluray veröffentlicht.

## Produktion
Die Filmaufnahmearbeiten begannen im Februar 2013 in Namaqualand, Nordkap, Südafrika, und dauerten bis zum 15. März 2013.
Eine Besonderheit des Films ist der Einsatz eines tatsächlich existierenden vierbeinigen Trageroboters (Big Dog) von Boston Dynamics.

## Rezeption
Der Film wurde von Kritikern eher negativ aufgenommen. Von 36 ausgewerteten Kritiken bei der Metaseite Rotten Tomatoes erhielt der Film 47 % positive Bewertungen, mit einer durchschnittlichen Punktbewertung von 5,2/10.